# Castiglione d'Orcia
Castiglione d'Orcia es una localidad italiana de la provincia de Siena, región de Toscana, con 2.507 habitantes.

Ubicación de la ciudad de Castiglione d'Orcia dentro de la provincia de Siena.

## Evolución demográfica
| Gráfica de evolución demográfica de Castiglione d'Orcia entre 1861 y 2001 |
|                                                                           |
| Fuente ISTAT - Elaboración gráfica por parte de Wikipedia                 |